# Kárpátok Eurorégió

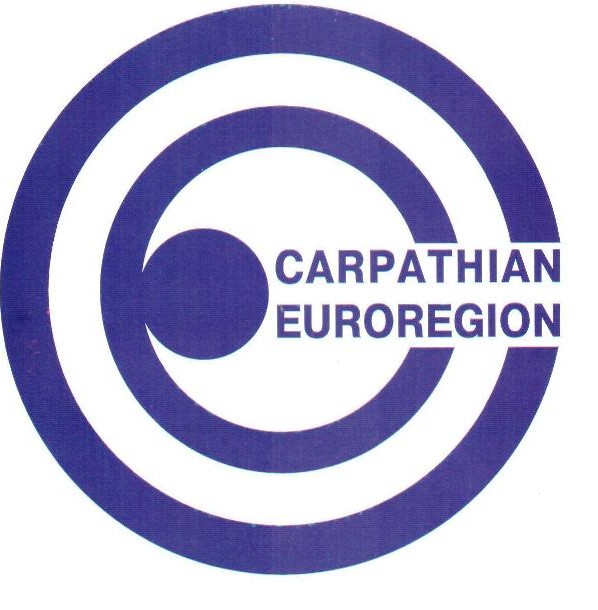
Kárpátok Eurorégió Logo

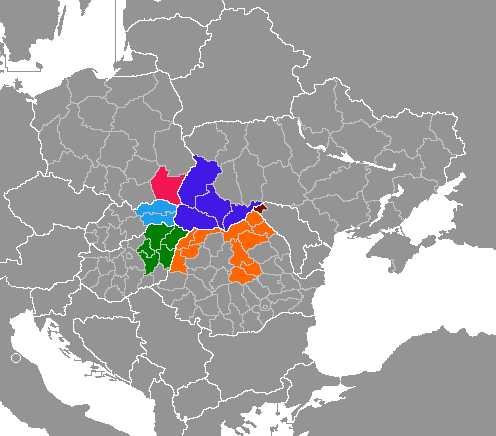
A Kárpátok Eurorégió földrajzi elhelyezkedése Európában

A Kárpátok Eurorégió az elsőként megalakult olyan eurorégió, amely a korábbi keleti blokk országainak határmenti együttműködését fogja keretbe. 1993. február 14-én alakult meg Debrecenben Lengyelország, Magyarország, Szlovákia és Ukrajna részvételéhez. Az együttműködéshez 1997 áprilisában Románia is csatlakozott. Működésének finanaszírozására hozták létre a Kárpátok Alapítványt.

## Az eurorégió tagjai

### Lengyelország
- Kárpátaljai vajdaság (Województwo Podkarpackie)

### Magyarország
- Borsod-Abaúj-Zemplén vármegye
- Hajdú-Bihar vármegye
- Heves vármegye
- Jász-Nagykun-Szolnok vármegye
- Szabolcs-Szatmár-Bereg vármegye

### Románia
- Bihar megye
- Botoșani megye
- Hargita megye
- Máramaros megye
- Suceava megye
- Szatmár megye
- Szilágy megye

### Szlovákia
- Eperjesi kerület
- Kassai kerület

### Ukrajna
- Csernyivci terület
- Ivano-frankivszki terület
- Kárpátontúli terület
- Lvivi terület